# Błąd akcydentalizacji
Błąd akcydentalizacji, (łac.) A dicto simplicter ad dictum secundum quid – błąd logiczny polegający na wyprowadzeniu zdania szczegółowego ze zdania ogólnego przy pominięciu koniecznych domyślnych ograniczeń, np. „Skoro jest tak wiele głupich dzieci, to niektóre dzieci w tej klasie są głupie”.